# Under the Silver Lake
Under the Silver Lake ist ein US-amerikanischer Neo-Noir-Thriller von David Robert Mitchell, der am 15. Mai 2018 im Rahmen des internationalen Wettbewerbs der Internationalen Filmfestspiele von Cannes seine Premiere feierte und am 6. Dezember 2018 in die deutschen Kinos kam.

## Handlung
Sam ist ein zielloser 33-Jähriger in Silver Lake, Los Angeles, der sich für Verschwörungstheorien und versteckte Botschaften in der Popkultur interessiert und kein Interesse daran hat, seine überfällige Miete zu bezahlen. Die Öffentlichkeit wird gewarnt: „Hütet euch vor dem Hundemörder“, der Haustiere ermordet. Sam lernt seine neue Nachbarin Sarah kennen, die ihn dabei ertappt, wie er ihr nachspioniert. Trotzdem lädt sie ihn zu sich ein. Gemeinsam berauschen sie sich und schauen eine Fernsehsendung, doch als sie sich gerade küssen wollen, werden sie von Sarahs Mitbewohnern unterbrochen. Sarah schlägt daraufhin vor, dass Sam nach Hause geht und sie den nächsten Tag zusammen verbringen. 
Am Morgen entdeckt Sam, dass Sarah und ihre Mitbewohner über Nacht ausgezogen sind, und wird besessen davon zu erfahren, was passiert ist. Als Sam ein seltsames Symbol an der Wand der Wohnung bemerkt, verfolgt er eine Frau aus der Wohnung zu einer Reihe von Elite-Hollywood-Partys und trifft dabei auf die Popband „Jesus and the Brides of Dracula“ und eine Performance-Künstlerin, die für einen Prostitutionsring von sich abmühenden Schauspielerinnen arbeitet. Alle scheinen miteinander verbunden zu sein, aber Sam findet einfach kein sinnvolles Erklärungsmuster.
In seiner Wohnung sieht Sam einen Nachrichtenbericht über die Entdeckung des Milliardärs Jefferson Sevence, der zusammen mit drei Frauen in einem Auto verbrannt ist. Sam erkennt am Tatort Sarahs Hut und einen kleinen Hund, der Sarahs tot aufgefundenem Hund ähnlich sieht.
Sam kontaktiert den Autor von Under the Silver Lake, einem Underground-Comic über städtische Legenden aus der Nachbarschaft. Er erzählt Sam, dass Sarahs Verschwinden, der Hundemörder, der Kuss der Eule – eine nackte Frau mit einer Eulenmaske, die Menschen im Schlaf verführt und tötet – und Botschaften in der Popkultur Teil derselben Verschwörung sind, und hat in seinem ganzen Haus Sicherheitskameras installiert. Später findet die Polizei den Autor in einem scheinbaren Selbstmord tot auf. Sam betritt das Haus und sieht sich die Sicherheitsaufzeichnungen an und entdeckt, dass der Autor von einer als Eulenkuss verkleideten Frau getötet wurde.
Auf der Suche nach Hinweisen, die in Jesus und den Bräuten von Dracula-Liedern versteckt sind, trifft Sam den „König der Obdachlosen“, der ihn in einen Bunker unter dem Griffith-Park bringt, der in einen Supermarkt führt. Mit Hilfe der Performance-Künstlerin und ihrer Freunde trifft Sam den „Songwriter“, einen sagenhaft wohlhabenden alten Mann, der behauptet, die meisten populären Lieder der Geschichte geschrieben zu haben. Als der Songwriter versucht, ihn zu erschießen, erschlägt Sam ihn mit einer Gitarre, die angeblich Sams musikalischem Idol Kurt Cobain gehört haben soll.
Auf einer Party in den Hollywood Hills lernt Sam die Tochter von Jefferson Sevence, Millicent, kennen, auf der er auch seine inzwischen berühmte Ex-Freundin und deren neuen Freund trifft. Millicent überredet Sam, im Silver Lake Reservoir schwimmen zu gehen. Sie schenkt ihm ein Armband – identisch mit dem von Sarah –, das ihrem Vater gehörte, und wird von unsichtbaren Angreifern erschossen und sinkt auf den Grund des Sees, wobei sie eine Pose aus Sams Lieblingsausgabe des Playboy wiedergibt.
Sam schafft es, zu entkommen, und kombiniert das Armband, den Müslipackungs-Preis des Autors und eine Legend-of-Zelda-Karte aus der ersten Ausgabe von Nintendo Power, um einen Ort zu enthüllen, der in den Web-Maps fehlt, wo er einen Mann und drei Frauen in einer kleinen Hütte findet. Als Sam sie mit der Waffe in der Hand in Schach hält, enthüllt der Mann die Wahrheit: Im Laufe der Geschichte haben wohlhabende Männer wie er beschlossen, sich in unterirdische Bunker ähnlich dem, den Sam entdeckte, einzuschließen, ähnlich wie die ägyptischen Pharaonen, damit ihre Seelen in Begleitung von drei Frauen „aufsteigen“ konnten. Sarah und ihre Zimmergenossinnen waren die Ehefrauen von Sevence, und ihr Tod wurde vorgetäuscht. Ihr Bunker wurde versiegelt, aber sie sind immer noch über Videotelefonie erreichbar. Sam spricht mit Sarah, die bestätigt, dass sie den Bunker freiwillig betreten hat. Im Frieden mit ihrem Schicksal teilen sie und Sam einen emotionalen Abschied.
Sam wird zusammen mit dem Mann und seinen Frauen ohnmächtig, als der Obdachlosen-König eintrifft, um ihn gefangen zunehmen, verärgert darüber, dass er Hundekuchen in seiner Tasche gefunden hat. Als Sam ihm sagt, dass er eigentlich keinen Hund hatte und die Kekse nur als Erinnerung an seine schmerzhafte Trennung und das Wissen, dass er den Hund seiner Freundin nie wieder sehen würde, behalten hat, lässt der Obdachlosen-König ihn gehen. Als er nach Hause zurückkehrt, verbringt Sam die Nacht bei einer Nachbarin, deren Papagei unverständliche Worte wiederholt. Vom Balkon aus beobachtet Sam, wie sein Vermieter und eine Polizistin seine Wohnung betreten, um ihn zu vertreiben. Sie bemerken, dass eine seiner Wände mit dem zuvor gesehenen seltsamen Symbol bemalt wurde, von dem Sam jetzt weiß, dass es sich um eine Botschaft der Verschwörung zum „Schweigen“ handelt.

## Produktion
Regie führte David Robert Mitchell, der 2010 mit dem Coming-of-Age-Film The Myth of the American Sleepover sein Regiedebüt gegeben hatte und 2014 den Horrorfilm It Follows in die Kinos brachte. Bei Under the Silver Lake handelt es sich jedoch um einen modernen Neo-Noir-Thriller. Im Mai 2016 wurde die Besetzung mit Andrew Garfield bekannt, der im Film Sam spielt. Riley Keough übernahm die Rolle von Sarah. Der Film wurde in den Bronson Caves im Griffith Park und im Financial District von Los Angeles gedreht. Die Produktionskosten beliefen sich auf rund 8,5 Millionen US-Dollar.
Die Filmmusik komponierte Richard Vreeland aka Disasterpeace, der mit Mitchell bereits für den Film It Follows zusammengearbeitet hatte. Der Soundtrack zum Film wurde am Anfang Dezember 2018 von Milan Records als Download veröffentlicht und soll im April 2019 in physischer Form erscheinen. Auf zwei CDs verteilt enthält dieser insgesamt 35 Musikstücke, darunter What’s The Frequency, Kenneth? und Strange Currencies von R.E.M., die beide auf deren Album Monster enthalten sind.
Die Vertriebsrechte sicherte sich A24. Im März 2018 wurde ein erster Trailer zum Film vorgestellt. Der Film feierte am 15. Mai 2018 im Rahmen des internationalen Wettbewerbs der Internationalen Filmfestspiele von Cannes seine Weltpremiere. Im September 2018 wurde der Film im Rahmen des Fantasy Filmfests gezeigt, im Oktober 2018 beim Sitges Film Festival. Nachdem der Film ursprünglich am 22. Juni 2018 in ausgewählte Kinos in New York und Los Angeles kommen sollte, wurde der Starttermin später auf den 7. Dezember 2018 und hiernach auf April 2019 verlegt. Letztlich startete er hier am 19. April 2019. Ein Kinostart in Deutschland erfolgte am 6. Dezember 2018.

## Rezeption

### Altersfreigabe
In den USA erhielt der Film von der MPAA ein R-Rating, was einer Freigabe ab 17 Jahren entspricht. In Deutschland erhielt der Film von der FSK eine Freigabe ab 16 Jahren.

### Kritiken
Kai Mihm von epd Film beschreibt, David Robert Mitchell entwerfe eine labyrinthische Dramaturgie der Verwirrung und der falschen Fährten, und fortwährend stoße Sam auf neue Hinweise und immer verrücktere Verschwörungstheorien: „Wie ein bekiffter Sam Spade stolpert er durch die diversen Subkulturen von L.A., und als Zuschauer fragt man sich, ob die ganze Sache sich am Ende als Drogentraum erweist. Wirklich Sinn ergibt die Geschichte nämlich nicht, aber genau das ist Mitchells Punkt: Der (Um)Weg ist das Ziel.“ Mitchells Film sei eine überbordende Genrereflexion, ein Sammelsurium aus klassischen Motiven, filmhistorischen Zitaten und popkulturellen Anspielungen, teils smarte Parodie, teils surrealer Paranoia-Thriller, so Mihm. Dabei verbinde der Film die Ästhetik klassischer Studiofilme, samt Rückprojektionen und Matte Paintings, mit Verweisen auf Hitchcock, Polanski und Lynch, auf Raymond Chandler und George Cukor. Einen deutlichen Bezugspunkt bilde Brian De Palmas in Los Angeles spielende Vertigo-Paraphrase Body Double, von der Mitchell das Laszive und das Fetischhafte übernommen habe, so Mihm.

### Auszeichnungen
Filmfestspiele von Cannes 2018 

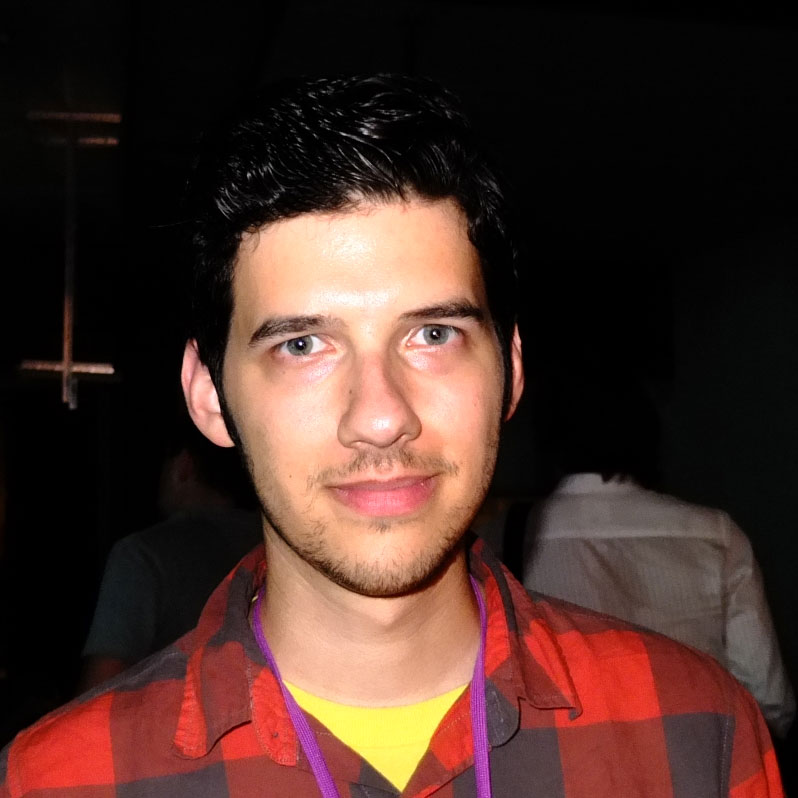
Die Filmmusik komponierte Rich Vreeland

- Nominierung für die Goldene Palme (David Robert Mitchell)

Neuchâtel International Fantastic Film Festival 2018
- Nominierung als Bester internationaler Film für die Goldene Narzisse (David Robert Mitchell)
- Auszeichnung mit dem Preis der Jugendjury[15][16]

World Soundtrack Academy Awards 2019
- Nominierung in der Kategorie Discovery of the Year (Rich Vreeland)[17]